# Franz Litschauer
Franz Litschauer (* 6. April 1903 in Laa an der Thaya; † 29. Februar 1972 in Wien) war ein österreichischer Dirigent und Komponist.

## Leben und Wirken
Litschauer spielte bereits als Schüler in Stockerau Kammermusik und in einem Orchester. Er studierte an der Wiener Musikakademie, der heutigen Universität für Musik und darstellende Kunst Wien Komposition bei Joseph Marx und Dirigieren bei Hermann Scherchen. Bis 1941 hatte er die Leitung des Frauen-Symphonie-Orchesters Gau Wien inne, das 1939 auf Basis eines Vereins von Grete Wilhelm gegründet wurde. „Für die weiblichen Vereinsmitglieder war die Mitgliedschaft in der NS-Frauenschaft oder des Deutschen Frauenwerks verpflichtend.“ Das Orchester führte vor allem Komponisten auf, die Mitglieder der NSDAP waren, etwa Erich Marckhl, Ernst Geutebrück (auch Mitglied der SS), Armin Kaufmann, Max Haager (Dozent an der NS-Hochschule für Musikerziehung in Graz Eggenberg), Friedrich Bayer oder Wilhelm Jerger. Konzertmeisterin des NS-Orchesters war die Geigerin Edith Steinbauer, die seit 1938 auch das Steinbauer-Quartett leitete. Das Ensemble, in dem die Ehefrau von Franz Litschauer, Frieda Litschauer-Krause, Violoncello spielte, führte in der NS-Zeit regelmäßig Werke von Franz Litschauer auf. Von 1947 bis 1952 leitete Litschauer die Wiener Symphoniker. Er gründete das Wiener Kammerorchester.
Ab 1953 war er meist nicht mehr in Österreich tätig. Ab 1956 war er vier Jahre Dirigent des von ihm gegründeten Symphonieorchesters Kairo. Danach wirkte er als Chefdirigent des griechischen Rundfunkorchesters in Athen. Es folgten Stellungen in Italien, Kanada und Südafrika.